# Pulaski (Wisconsin)
Pulaski ist eine Gemeinde (mit dem Status „Village“) im Brown County und zu kleineren Teilen im Shawano und Oconto County im US-amerikanischen Bundesstaat Wisconsin. Im Jahr 2010 hatte Pulaski 3539 Einwohner.
Pulaski ist Bestandteil der Metropolregion um die Stadt Green Bay.

## Geografie
Pulaski liegt im mittleren Nordosten Wisconsins, rund 20 km westlich der Green Bay des Michigansees.
Die geografischen Koordinaten von Pulaski sind 44°40′20″ nördlicher Breite und 88°14′33″ westlicher Länge. Das Gemeindegebiet erstreckt sich über eine Fläche von 7,17 km².
Nachbarorte von Pulaski sind Krakow (12 km nördlich), Chase (12 km  nordöstlich), Little Suamico (16,5 km ostnordöstlich), Suamico (20 km ostsüdöstlich), Howard (23 km südöstlich), Pittsfield (8,2 km südlich), Cicero (22 km südwestlich) und Angelica (5,6 km westlich).
Das Stadtzentrum von Green Bay liegt 28,8 km südöstlich von Pulaski. Die weiteren nächstgelegenen größeren Städte sind Wisconsins größte Stadt Milwaukee (208 km südlich), Appleton (56,3 km südsüdwestlich), Wisconsins Hauptstadt Madison (227 km in der gleichen Richtung), Wausau (131 km westlich) und Eau Claire (283 km in der gleichen Richtung) und die Twin Cities in Minnesota (406 km ebenfalls in der gleichen Richtung).

## Verkehr
Im Zentrum von Pulaski treffen die Wisconsin State Highways 32 und 160 zusammen. Alle weiteren Straßen sind untergeordnete Landstraßen, teils unbefestigte Fahrwege sowie innerörtliche Verbindungsstraßen.
Die nächste Flughafen ist der Austin Straubel International Airport von Green Bay (28,4 km südöstlich).

## Geschichte
Der Ort wurde 1883 von polnischen Einwanderern gegründet und nach dem polnischen General Kazimierz Pułaski (1745–1779) benannt, der im Amerikanischen Unabhängigkeitskrieg fiel.

## Bevölkerung
Nach der Volkszählung im Jahr 2010 lebten in Pulaski 3539 Menschen in 1418 Haushalten. Die Bevölkerungsdichte betrug 493,6 Einwohner pro Quadratkilometer. In den 1418 Haushalten lebten statistisch je 2,46 Personen.
Ethnisch betrachtet setzte sich die Bevölkerung zusammen aus 96,0 Prozent Weißen, 0,3 Prozent Afroamerikanern, 1,2 Prozent amerikanischen Ureinwohnern, 0,5 Prozent Asiaten sowie 0,7 Prozent aus anderen ethnischen Gruppen; 1,3 Prozent stammten von zwei oder mehr Ethnien ab. Unabhängig von der ethnischen Zugehörigkeit waren 1,9 Prozent der Bevölkerung spanischer oder lateinamerikanischer Abstammung.
28,8 Prozent der Bevölkerung waren unter 18 Jahre alt, 58,6 Prozent waren zwischen 18 und 64 und 12,6 Prozent waren 65 Jahre oder älter. 51,6 Prozent der Bevölkerung waren weiblich.
Das mittlere jährliche Einkommen eines Haushalts lag bei 41.607 USD. Das Pro-Kopf-Einkommen betrug 25.759 USD. 15,3 Prozent der Einwohner lebten unterhalb der Armutsgrenze.

## Bekannte Bewohner
- Henry Theophilus Howaniec (1931–2018), emeritierter Bischof; war als Franziskanerpater in Pulaski tätig
- Alvin O’Konski (1904–1987), langjähriger republikanischer Abgeordneter des US-Repräsentantenhauses (1943–73); arbeitete mehrere Jahre als Schulrat in Pulaski
- Deedra Irwin (* 1992), Biathletin